# Identitetsstöld
Identitetsstöld, identitetsintrång eller identitetskapning, är obehörig användning av någon annans identitetsuppgifter, såsom identitetsbevis, till exempel legitimation eller lösenord, ofta för att dra nytta av offrets identitet eller tillgångar eller lägga betalningskrav på denne för att slippa betala själv.

## Varianter
En typ av identitetsbevis är brev. Brev som skickas till någons folkbokföringadress anses ha kommit till denne, och kan i viss mån användas som identitetsbevis. En vanlig typ av bedrägeri är att beställa kontokort och varor från internet till en främmande person och sedan stjäla det ur dennes brevlåda.
En variant som förekommer är identitetsstöld vid brott, där en person som arresteras på bar gärning uppger en annans identitet och har ingen eller stulen legitimationshandling. Det har hänt att polis har falskvittnat i domstol om att en åtalad person är samma person som tidigare gripits och släppts.
Som identitetsstöld räknas också att använda annans identitet på sociala medier. En metod som bedragarna då använder sig av är att skapa en helt ny profil i en redan existerande persons namn för att sedan utnyttja kontot till att få kontroll över lösenord eller lura sig till pengar. En annan metod är att kapa befintliga konton. För att undvika det rekommenderas internetanvändare bland annat att använda långa och unika lösenord på sina konton. Ytterligare en metod för att kapa konton på sociala medier innebär att bedragare skickar ut mejl och direktmeddelanden som ser ut att komma från olika sociala medie-tjänster. Bedragarna vill då lura mottagaren att klicka på en länk som leder till en falsk inloggningssida för att komma åt offrets lösenord.

## Förekomst i olika länder
Identitetsstöld är ganska utbrett i vissa länder såsom Storbritannien där det enligt en rapport 2008 uppgick till 1,2 miljarder pund årligen, plus mörkertal. I USA skulle det uppgått till 15 miljarder dollar 2006, en minskning från 47 miljarder (varav 74% med stulna kontokort) 2003, efter att åtgärder vidtagits. I siffrorna inkluderas identitetsstölder via kontokort och andra handlingar som är tänkta att bevisa någons identitet vid köp och andra transaktioner. Båda länderna har traditionellt haft svaga krav på legitimationshandlingar, för att värna den personliga integriteten.
Identitetsstölder var fram till början av 2010-talet inte så utbrett i Sverige, bland annat för att endast svenska fullgoda legitimationshandlingar godkänns och att bankerna hade ett system för stöldkontroll av dem, samt för att legitimation eller PIN-kod för det mesta krävs för kontokort. Några år in på 2010-talet började dock en ökad förekomst av identitetsstölder uppmärksammas även i Sverige. Detta innefattade bland annat ökning av bedrägerier baserade på stulna eller förfalskade kontokort. Stulna PIN-koder för kontokort är ett identitetsbevis och har använts mer och mer även i Sverige för att lura till sig pengar.

## Juridiska aspekter
I Sverige infördes 1 juli 2016 brottet olovlig identitetsanvändning i Brottsbalken. Olika former av identitetsstöld och tillhörande brott kunde också tidigare vara brottsliga och medföra brottsrubriceringar som egenmäktigt förfarande, missbruk av urkund, urkundsförfalskning, och bedrägeri. 
Identitetsstöld kriminaliserades i Finland år 2015 genom en ny paragraf i Strafflagen (38 kap. Om informations- och kommunikationsbrott, 9 b § Identitetsstöld). Den som för att vilseleda använder  annans personuppgifter och därmed orsakar ekonomisk skada eller mer än ringa olägenhet för den som uppgifterna gäller skall dömas till böter. Tidigare var identitetsstöld straffbart endast enligt bestämmelser om bedrägeri, ärekränkning eller andra relaterade brott.
I mer strikt juridisk mening är begreppet "identitetsstöld" ej helt korrekt, eftersom en identitet inte är en materiell tillhörighet utan en immateriell företeelse, vilken således inte kan stjälas.